# Dinocheirus dorsalis
Dinocheirus dorsalis är en spindeldjursart som först beskrevs av Banks 1895.  Dinocheirus dorsalis ingår i släktet Dinocheirus och familjen blindklokrypare. Inga underarter finns listade i Catalogue of Life.